# Katay Don Sasorith
Katay Don Sasorith (12 tháng 7 năm 1904 - 29 tháng 12 năm 1959) là một nhà văn, chính trị gia, tác giả người Lào và là Thủ tướng thứ 8 của Lào (25 tháng 10 năm 1954 - 21 tháng 3 năm 1956).
Sau khi làm công chức, Katay trở thành người phát ngôn chính của phong trào kháng chiến toàn quốc chống Nhật và sau đó là Pháp, trong và sau Thế chiến thứ hai. Ông từng giữ chức Bộ trưởng Bộ Tài chính trong chính phủ lâm thời, nhưng phải tham gia chính phủ lưu vong ở Thái Lan. Ông đã xuất bản một tờ báo dưới bút danh William Rabbit (Katay có nghĩa là con thỏ).
Sau khi trở về Viêng Chăn năm 1949, ông được bổ nhiệm làm Bộ trưởng Bộ Tài chính từ năm 1951 đến năm 1954. Katay được bầu làm thủ tướng năm 1954. Ở vị trí đó, ông đã tìm cách đánh vào nỗi lo của Hoa Kỳ về việc Việt Minh xâm lược Lào để có được viện trợ đáng kể cho đất nước của họ. Ông được kế vị vào năm 1956 bởi hoàng tử Souvanna Phouma.
Katay Don Sasorith qua đời tại Viêng Chăn, Lào.

## Tác phẩm
- Contribution à l'histoire du mouvement d'indépendance national Lao ("Contribution to the History of the Lao National Independence Movement", 1948)| Chức vụ chính trị           | Chức vụ chính trị       | Chức vụ chính trị         |
| --------------------------- | ----------------------- | ------------------------- |
| Tiền nhiệm: Souvanna Phouma | Thủ tướng Lào 1954–1956 | Kế nhiệm: Souvanna Phouma |